# Picot de Yucatán
El picot de Yucatán (Melanerpes pygmaeus) és una espècie d'ocell de la família dels pícids (Picidae) que habita garrigues costaneres i boscos de la costa del Carib i illes al sud-est de Mèxic, Belize i l'illa Guanaja, propera a Hondures.